# Rivière Belledune
La Belledune est une rivière du Nouveau-Brunswick qui prend sa source dans l'étang de Belledune, à environ 170 mètres d'altitude, à environ 2 kilomètres au nord-est du lac Antinouri. Elle suit un tracé orienté plus ou moins vers le nord-est, dans une région forestière au relief escarpé. Elle se déverse environ 13 kilomètres plus loin dans la baie des Chaleurs, au niveau du quartier Rivière-Belledune, de Belledune.
Ses principaux affluents sont, d'amont en aval, le ruisseau du Lac et le ruisseau Patapat.
Plusieurs ponts croisent la rivière, et un barrage y a été construit environ à mi-parcours, au niveau de l'autoroute 11. La plus haute partie de son cours est protégée par la zone naturelle protégée de la Gorge de la rivière Jacquet.